# Afrolimnophila raoana
Afrolimnophila raoana är en tvåvingeart som först beskrevs av Alexander 1942.  Afrolimnophila raoana ingår i släktet Afrolimnophila och familjen småharkrankar. Inga underarter finns listade i Catalogue of Life.